# São João da Paraúna
São João da Paraúna es un municipio del estado de Goiás, en el Brasil. Su población estimada en 2004 era de 2 099 habitantes.

## Topónimo
"Paraúna" es un término de origen tupí que significa "mar negro", a través de la unión de los términos pará ("mar") y un ("negro").